# Панкерачча
Панкерачча (фр. Pancheraccia, корс. Pancheraccia) — коммуна во Франции, находится в регионе Корсика. Департамент коммуны — Верхняя Корсика. Входит в состав кантона Бустанико. Округ коммуны — Корте.
Код INSEE коммуны — 2B201.

## Население
Население коммуны на 2008 год составляло 173 человека.
| 1962 | 1968 | 1975 | 1982 | 1990 | 1999 | 2008 |
| ---- | ---- | ---- | ---- | ---- | ---- | ---- |
| 124  | 137  | 125  | 116  | 187  | 184  | 173  |

## Экономика
В 2007 году среди 99 человек в трудоспособном возрасте (15—64 лет) 58 были экономически активными, 41 — неактивными (показатель активности — 58,6 %, в 1999 году было 54,1 %). Из 58 активных работали 55 человек (26 мужчин и 29 женщин), безработных было 3 (2 мужчины и 1 женщина). Среди 41 неактивных 6 человек были учениками или студентами, 15 — пенсионерами, 20 были неактивными по другим причинам.